# 丹麥21歲以下國家足球隊
丹麥21歲以下國家足球隊（丹麥語：Danmarks U/21-fodboldlandshold，簡稱丹麥U-21）是丹麥的21歲以下國家足球代表隊，由丹麥足球協會組織，參加每兩年舉辦一次的歐洲U-21足球錦標賽。

## 競賽歷史
丹麥U-21在歐洲U-21足球錦標賽的成績普通，只曾4次晉級決賽週，最佳成績在1992年晉身準決賽，但兩回合累計淨負0-3在最終冠軍義大利腳下，無緣再進一級。
2011年丹麥U-21以主辦國身份直接晉級決賽週。

### 歐青盃歷屆成績
| 年度   | 主辦國   | 冠軍     | 成績            |
| ------ | -------- | -------- | --------------- |
| 1978年 | 主客制   | 南斯拉夫 | 八強（1）       |
| 1980年 | 主客制   | 蘇聯     | 外圍賽出局      |
| 1982年 | 主客制   | 英格蘭   | 外圍賽出局      |
| 1984年 | 主客制   | 英格蘭   | 外圍賽出局      |
| 1986年 | 主客制   | 西班牙   | 八強（2）       |
| 1988年 | 主客制   | 法國     | 外圍賽出局      |
| 1990年 | 主客制   | 蘇聯     | 外圍賽出局      |
| 1992年 | 主客制   | 義大利   | 準決賽（3）     |
| 1994年 | 法國     | 義大利   | 外圍賽出局      |
| 1996年 | 西班牙   | 義大利   | 外圍賽出局      |
| 1998年 | 羅馬尼亞 | 西班牙   | 外圍賽出局      |
| 2000年 | 斯洛伐克 | 義大利   | 外圍賽出局      |
| 2002年 | 瑞士     | 捷克     | 外圍賽出局      |
| 2004年 | 德国     | 義大利   | 外圍賽出局      |
| 2006年 | 葡萄牙   | 荷蘭     | 分組賽出局（4） |
| 2007年 | 荷蘭     | 荷蘭     | 外圍賽出局      |
| 2009年 | 瑞典     | 德國     | 外圍賽出局      |
| 2011年 | 丹麦     | 西班牙   | 分組賽出局（5） |

## 歷任教練
- 1976-1980年：汤米·特勒尔森（Tommy Troelsen）
- 1980-1989年：穆勒·尼尔森（Richard Møller Nielsen）
- 1989-1992年：延森（Viggo Jensen）
- 1992-1999年：普尔森（Jan B. Poulsen）
- 2000-2006年：斯利茨列夫（Flemming Serritslev）
- 2006-2011年：貝丁格特 (Keld Bordinggaard)
- 2011-：韋確斯（Morten Wieghorst）

## 外部連結
- （英文）丹麥足協U-21官網（页面存档备份，存于）
- （英文）歐洲足協U21國家隊（页面存档备份，存于）
- （英文）RSSSF：歐青賽全紀錄（页面存档备份，存于）